# 2-й гвардейский истребительный авиационный полк ВВС Северного флота
2-й гвардейский истребительный авиационный Печенгский Краснознамённый полк имени Б. Ф. Сафонова ВВС СФ (2 гв. иап ВВС СФ) — авиационный полк в составе Военно-воздушных сил Северного флота во время Великой Отечественной войны.

## История наименований полка
- 72-й смешанный авиационный полк ВВС ВМФ (23.12.1939)[1];
- 72-й смешанный авиационный Краснознамённый полк ВВС ВМФ (16.09.1941)
- 2-й гвардейский смешанный авиационный Краснознамённый полк ВВС ВМФ (18.01.1942)[1];
- 2-й гвардейский смешанный авиационный Краснознамённый полк ВВС ВМФ имени Б. Ф. Сафонова (18.06.1942)[1];
- 2-й гвардейский истребительный авиационный Краснознамённый полк ВВС ВМФ имени Б. Ф. Сафонова (14.10.1942)[1];
- 2-й гвардейский истребительный авиационный Печенгский Краснознамённый полк ВВС ВМФ имени Б. Ф. Сафонова (31.10.1944)[1];
- 174-й гвардейский истребительный авиационный Печенгский Краснознамённый полк ВВС ВМФ имени Б. Ф. Сафонова (28.04.1948)[1];
- 174-й гвардейский истребительный авиационный Печенгский Краснознамённый полк ПВО имени Б. Ф. Сафонова (04.02.1957)[1];
- Войсковая часть (полевая почта) 49207[1].

## История
Полк сформирован на Северном флоте на аэродроме Ваенга по приказу Народного комиссара ВМФ СССР № 006 от 23 декабря 1939 года как 72-й смешанный авиационный полк ВВС СФ (72 сап ВВС СФ)., став первым авиаполком ВВС СФ, на базе двух истребительных эскадрилий на самолётах И-15бис и одной бомбардировочной на самолётах СБ (4-я оиаэ 70-й авиабригады, 2-я иаэ 15-го иап и 5-я сбаэ 147-й сбабр).
Приказом НК ВМФ № 10 от 18 января 1942 г. полк преобразован во 2-й гвардейский смешанный Краснознамённый авиационный полк ВВС СФ (2 гсап ВВС СФ, иногда встречается аббревиатура 2 ГКАП ВВС СФ).
14 октября 1942 года, в связи с выводом из его состава 5-й бомбардировочной и 6-й минно-торпедной эскадрилий для формирования на их основе 24 мтап ВВС СФ, 2-й гсап ВВС СФ переименован во 2-й гвардейский истребительный Краснознамённый авиационный полк ВВС Северного флота.
В декабре 1942 года, ввиду гибели командира полка Сафонова, полку присвоено его имя.
В 1943 году полк вошёл в состав 6-й истребительный авиадивизии ВВС СФ.
31 октября 1944 года полку в числе ряда других частей и соединений, принимавших участие в Петсамо-Киркенесской операции, присвоено почётное наименование Печенгского и стал именоваться — 2-й гвардейский авиационный Печенгский Краснознамённый полк имени Б. Ф. Сафонова ВВС СФ.
29 апреля 1948 г. на основании циркуляра начальника Генштаба № 0056 от 10.04.1948 г. и приказа командующего СФ от № 00149 — преобразован в 174-й гвардейский истребительный Печенгский Краснознамённый авиационный полк им. Б. Ф. Сафонова ВВС Северного флота. 
04 февраля 1957 г. на основании приказа командующего СФ № 046 — 174-й гиап исключён из состава ВВС СФ и передан в Северный корпус ПВО страны (с 1960 г. — 10-я отдельная Краснознамённая армия ПВО).
1 июля 1960 года  командиром звена полка, гвардии капитаном  В. А. Поляковым на истребителе МиГ-19 над Баренцевым морем был сбит самолёт-разведчик ERB-47H Stratojet (регистрационный номер 53-4281, 38-я стратегическая разведывательная эскадрилья ВВС США) вторгшийся в воздушное пространство СССР и не подчинившийся командам с советской стороны. Четыре члена экипажа ERB-47H погибли, ещё два были спасены советской стороной и освобождены в 1961 году.  «За выполнение боевого задания по уничтожению самолета-разведчика США, вторгшегося в пределы Советского Союза», Василий Поляков был награждён орденом Красного Знамени.
01 сентября 2001 г. 174-й гиап ВВС РФ (в 1998 г. войска ПВО объединены с ВВС) расформирован в соответствии с директивой первого заместителя МО РФ от 30.11.2000 г.
После расформирования полка именной самолёт МиГ-31 имени дважды Героя Советского Союза Б. Ф. Сафонова передан в музей военно-воздушных сил Северного флота.

## Вооружение
Изначально полк получил истребители И-15 бис, И-153, И-16, МиГ-3; бомбардировщики СБ, Пе-2 и торпедоносцы ДБ-3Ф. В дальнейшем был перевооружён на истребители иностранного производства: «Харрикейн», P-40 «Киттихоук», P-39 «Аэрокобра».
По состоянию на 09 мая 1945 г. в полку, дислоцировавшемся на аэр. Ура-Губа, насчитывалось (всего/исправных) 43/42 истребителя P-39 «Аэрокобра» и 1 исправный «Харрикейн».

## Командиры
- полковник Г. П. Губанов (июнь 1941 — декабрь 1941);
- капитан И. К. Туманов (январь 1942 — март 1942);
- подполковник Б. Ф. Сафонов (20 марта 1942 — 30 мая 1942);
- гвардии майор И. К. Туманов (01 июня 1942 — 06 ноября 1942)[5];
- гвардии капитан П. Г. Сгибнев (20 декабря 1942 — 03 мая 1943);
- гвардии майор Антонов Иван Фёдорович (5 — 12.1943)
- гвардии подполковник Маренко, Дмитрий Фёдорович (1944—1947).

## Награды
16 сентября 1941 года за образцовое выполнение боевых заданий командования на фронте борьбы с германским фашизмом и проявленные при этом доблесть и мужество Указом Президиума ВС СССР 72-й смешанный авиационный полк ВВС ВМФ награждён орденом Красного Знамени.

## Почётные звания
18 января 1942 года за мужество и героизм, проявленные личным составом в боях с немецкими захватчиками, приказом НК ВМФ СССР № 10 полк преобразован во 2-й гвардейский смешанный авиационный полк ВВС ВМФ.

## Почётные наименования
- 18 июня 1942 года приказом НК ВМФ СССР № 01376 2 гвардейскому Краснознамённому смешанному авиационному полку присвоено имя его командира Б. Ф. Сафонова (погиб 30.05.1942 в воздушном бою).
- 31 октября 1944 года за отличие в боях за овладение городом Петсамо (Печенга) приказом ВГК № 0354 полку присвоено почётное наименование «Печенгский».

## Герои Советского Союза и Российской Федерации
- подполковник Сафонов Борис Феоктистович (дважды: 16 сентября 1941, 14 июня 1942 — посмертно)
- гвардии капитан Адонкин Василий Семёнович (1944)
- гвардии старшина Бадюк Михаил Михайлович (1944)
- гвардии капитан Балашов Вячеслав Павлович (1943)
- гвардии младший лейтенант Бокий Николай Андреевич (1943)
- гвардии капитан Диденко Николай Матвеевич (1944)
- гвардии лейтенант Климов Павел Дмитриевич (1943)
- гвардии капитан Коваленко Александр Андреевич (1942)
- гвардии капитан Коломиец Пётр Леонтьевич (1944)
- гвардии капитан Курзенков Сергей Георгиевич (1943)
- гвардии капитан Орлов Павел Иванович (1943)
- гвардии капитан Покровский Владимир Павлович (1943)
- гвардии капитан Сахаров Павел Иванович (1944)
- гвардии капитан Сгибнев Пётр Георгиевич (1942)
- гвардии капитан Сорокин Захар Артёмович (1944)
- гвардии капитан Стрельников Василий Поликарпович (1945)